# 문차일드 (음악 그룹)
문차일드(영어: Moonchild)는 2000년에 데뷔한 대한민국의 GM기획 소속 록 밴드였다.

## 활동
2000년에 테크노 분위기의 록 타이틀곡, 〈Delete〉로 첫 음반을 냈다. 신해철이 앨범에 참여하고 조성모가 보컬 지도를 하는 등 참여진으로는 큰 주목을 받았으나, 테크노 록이라는 장르가 아직 대중들에게 친숙하지 못했기 때문에 음악적으로는 주목을 받지 못했다. 하지만 후속곡인 〈태양은 가득히〉부터 관심을 모았고, 특히 이 노래는 여름이면 들려오는 곡들 중 하나이기도 하다. 그 후 2001년에 정준호, 구본승, 김효진 등이 뮤직비디오 주연배우로 출연한 〈사랑하니까〉로 2집 음반을 발매했다. 타이틀곡인 〈사랑하니까〉는 당시 공중파 음악 프로그램에서 1위에 올랐을 정도로 큰 히트를 쳤다.
※데뷔 초기 일본 비쥬얼 락밴드 글레이의 컨셉 표절 논란도 있었다.
※연습생 멤버 중 이하윤은 그룹을 나가고, 진실이 말소된 페이지의 멤버가 되었다.

## 그룹 해체
2집 활동 후, 허정민은 본업인 탤런트로 복귀하였으며, 그에 따라 이수, 전민혁, 제이 윤은 2002년 엠씨 더 맥스로 재결성하였다.

## 이전 구성원
| 이름    | 소개 |
| ------- | --- |
| 이수    | - 본명 : 전광철 - 생년월일 : 1981년 4월 22일(43세) - 출생지 : 대한민국 서울특별시 - 학력 : 서울디지털대학교 디지털엔터테인먼트학과 - 포지션 : 리더, 세컨보컬, 메인기타 - 활동기간 : 2000년 ~ 2001년 |
| 전민혁  | - 본명 : 전홍만 - 생년월일 : 1981년 6월 13일(43세) - 출생지 : 대한민국 서울특별시 - 학력 : 청운대학교 - 포지션 : 드럼 - 활동기간 : 2000년 ~ 2001년                                                  |
| 제이 윤 | - 본명 : 윤재웅 - 생년월일 : 1982년 9월 27일(42세) - 출생지 : 대한민국 서울특별시 - 학력 : 홍익대학교 영문학과 - 포지션 : 베이스 - 활동기간 : 2000년 ~ 2001년                                       |
| 허정민  | - 본명 : 허준혁 - 생년월일 : 1982년 11월 11일(42세) - 출생지 : 대한민국 서울특별시 - 학력 : 단국대학교 연극영화학과 - 포지션 : 키보드 - 활동기간 : 2000년 ~ 2001년                                  |

## 음반, 참여곡
- 《Delete》 (2000년, 1집)
- 《사랑하니까》 (2001년, 2집)
- 〈Julia〉 (2001년, 락(樂)& Rock 앨범 참여)
- 〈Jingle Bell Rock〉 (2001년)

## 가요 프로그램 1위
- MBC 음악캠프 문차일드 사랑하니까 1위
- SBS 인기가요 문차일드 사랑하니까 1위

## 같이 보기
- 엠씨 더 맥스